# Spettacolo della Restaurazione

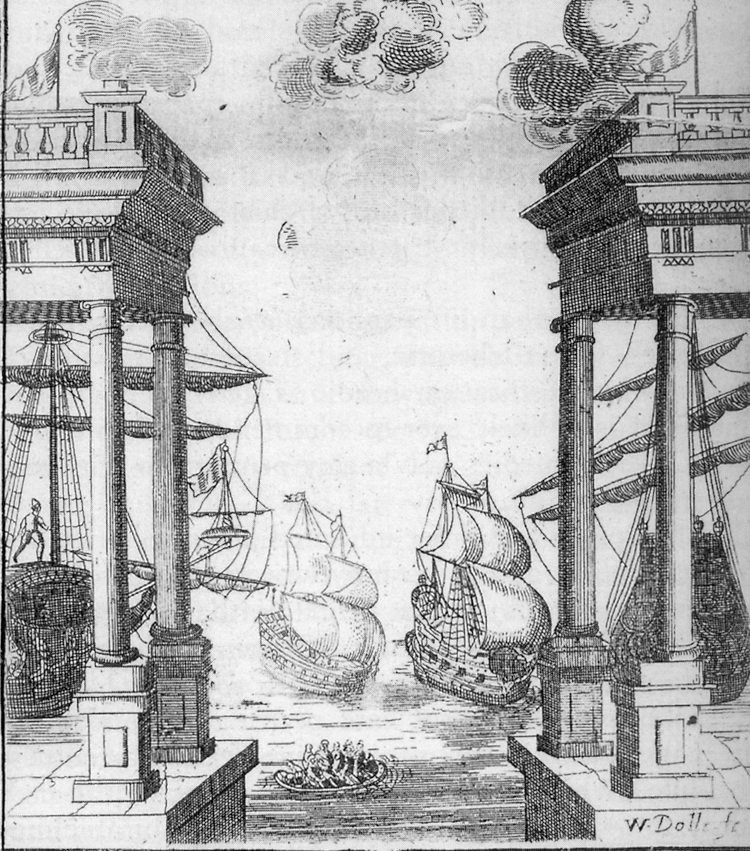
Questa battaglia navale fu uno dei set per l'Imperatrice del Marocco (1673) di Elkanah Settle al Teatro Dorset Garden

Con spettacolo della Restaurazione (in inglese: Restoration spectacular) si intende una tipologia di rappresentazione teatrale caratterizzata dall'uso di complesse macchine sceniche, che colpì l'attenzione del pubblico di Londra nel periodo della Restaurazione inglese tardo XVII secolo, coinvolgendo gli spettatori con l'azione, la musica, la danza, lo scenario mobile, la pittura barocca illusionistica, gli splendidi costumi e gli effetti speciali, quali il trucco della botola, gli attori "volanti" e i fuochi d'artificio. Questi spettacoli hanno sempre avuto una cattiva reputazione come una minaccia volgare e commerciale al "legittimo" Restoration drama; tuttavia, essi hanno attratto i londinesi in quantità senza precedenti e lasciandoli abbagliati e felici.
Fondamentalmente fatto in casa e con le radici nei primi anni del masque di corte del XVII secolo, anche se mai avevano vergogna di prendere in prestito idee e tecnologie sceniche della French opera, gli spettacoli sono a volte chiamati "English opera". Tuttavia, la loro varietà è così disordinata che la maggior parte degli storici del teatro disperano di definirli proprio come un unico genere. Solo una manciata di opere di questo periodo in genere si accorda al termine "opera", in quanto la dimensione musicale della maggior parte di loro è subordinata alla parte visiva. Erano lo spettacolo e le scene che attiravano le folle, come dimostrano molti commenti nel diario dell'appassionato di teatro Samuel Pepys. La spesa di montaggio di produzioni sceniche sempre più elaborate spingeva le due concorrenti compagnie teatrali in una pericolosa spirale di enormi spese e di conseguenza enormi perdite o profitti. Un fiasco come Albion e Albanius di John Dryden avrebbe lasciato una società in grave debito, mentre grandi successi come "Psyche" di Thomas Shadwell o "King Arthur" di Dryden avrebbero portato comodamente in credito per un lungo periodo.

## Preliminare: "Un leone, un coccodrillo, un drago"

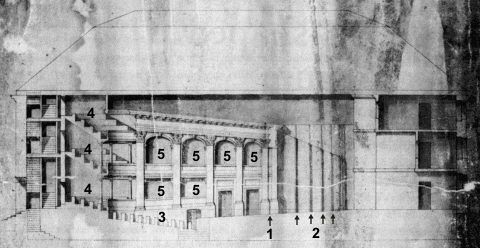
Una sezione longitudinale attraverso un teatro della Restaurazione disegnato da Christopher Wren. Si ritiene da alcuni studiosi che solo per rappresentare il piano di Wren per il secondo teatro sul sito Drury Lane, che aprì nel 1674 dopo che l'originale Theatre Royal era stato raso al suolo da un incendio nel 1672.... 1: Proscenio. 2: Quattro coppie di serrande attraverso il palco (= la scena mobile). 3: Pit. 4: Gallerie. 5: Palchi.

La distinzione tra Restoration drama "legittimo" e Restoration spectacular, o musical spectacular, o Dorset Garden spectacular o machine play è più sulla quantità che sulla tipologia. Tutte le commedie del periodo sono caratterizzate da musica e balli e una certa sceneggiatura, la maggior parte di loro anche canzoni. Il dramma eroico della Restaurazione, per sua natura, richiedeva una sceneggiatura importante. Mai i veri e propri spettacoli della Restaurazione, di cui Milhous per l'intero periodo della Restaurazione (1660-1700) ne conta appena otto, sono stati prodotti su una scala completamente diversa. Lo spectacular è determinato dal gran numero di messe in scena e artisti richiesti, le ingenti somme di denaro investite, il potenziale di grandi profitti, ed il lungo tempo di preparazione necessario. Milhous calcolava la probabile necessità da almeno quattro a sei mesi di progettazione, appalto, costruzione e prove, da confrontare con le quattro o sei settimane di tempo che le prove di un nuovo spettacolo "legittimo" avrebbero richiesto.
Precedenti generazioni di storici del teatro hanno disprezzato gli spettacoli d'opera, forse influenzati dai commenti aspri di John Dryden circa le costose e insipide "scene, macchine, e vuote opere". Tuttavia, il pubblico amava le scene e le macchine e le opere, come dice il diario di Samuel Pepys. Dryden stesso scrisse diverse machine plays barocche. La prima, "The State of Innocence" (1677), non fu mai messa in scena, poiché la compagnia incaricata, The King's Company, non aveva né il capitale né i macchinari adatti per essa: era una drammatizzazione del Paradiso perduto di John Milton, che richiedeva "angeli ribelli roteanti per aria e apparentemente trafitti da fulmini" sopra "un lago di zolfo o fuoco rotolante". Il Drury Lane della King's Company non era pronto per i laghi di fuoco rotolanti; solo la "machine house" al Dorset Garden Theatre lo era e la Duke's Company che aderiva alla competizione. Quando le due società si fusero nel 1680 e Dryden ebbe accesso a Dorset Garden, scrisse uno dei machine plays più visivi e pieni di effetti speciali dell'intero periodo della Restaurazione, Albion and Albanius (1684-1685):

La Grotta di Proteo sorge fuori del mare; si compone di diversi archi fatti di roccia adornati con madreperla, corallo e abbondanza di conchiglie di vario genere. Attraverso gli archi si vede il mare e parti del molo di Dover; nel mezzo della grotta è Proteo addormentato su una roccia ornata di conchiglie ed altro come la Grotta. Albione e Acacia lo afferrano; e mentre si ode suonare una sinfonia, lui si inabissa mentre lo stanno trasportando e si trasforma in un leone, un coccodrillo, un drago e poi nella sua forma di nuovo; egli si fa avanti verso la parte anteriore del palco e canta

Come sono stati prodotti tali effetti e che aspetto avevano? Il coccodrillo e il resto utilizzavano ovviamente, la botola del pavimento, ma era una figura dipinta illusionisticamente, costruita con dei legni, o era un uomo in un vestito da coccodrillo? Non ci sono disegni esistenti o descrizioni di macchinari e scenografie per il teatro della restaurazione, anche se esiste una certa documentazione per maschere di corte della prima metà del XVII secolo, in particolare l'opera di Inigo Jones e il suo allievo John Webb. Uno dei motivi per la mancanza di informazioni sui teatri pubblici è che gli effetti di scena, e in particolare le macchine, erano segreti commerciali. Gli inventori di tali effetti teatrali si davano un gran da fare per mantenere i loro segreti e i teatri custodivano il funzionamento della loro macchina in modo zelante come un mago custodisce i suoi trucchi.
Ciò che sono stati la tecnologia e queste sperimentazioni visive può essere debolmente dedotto solo dagli appunti sulla sceneggiatura. Milhous conclude da una recensione degli spettacoli al Dorset Garden che "ad una stima prudente" il teatro era stato equipaggiato per far volare almeno quattro persone in modo indipendente, e aveva alcune botole sul palco molto complesse per "trasformazioni" come quella di Proteus. Le piastre stampate nella prima edizione dell'Imperatrice del Marocco di Elkana Settle (1673), vedi dettaglio, in alto a destra, sono le sole immagini delle messe in scena della Restaurazione. Le citazioni di Pepys dal suo diario degli effetti scenici, 1660-1668, danno al lettore moderno un certo aiuto nel visualizzare ciò che il pubblico aveva visto negli anni '60, e ancora di più a partecipare del loro entusiasmo, ma il 1660 era ancora agli inizi. Ci sono a malapena poche descrizioni o reazioni conservate del periodo d'oro del macchine sceniche nel 1670-90, anche se un'idea generale di quella tecnologia può essere desunta dagli scenari delle opere francesi e italiane, meglio documentate, che ispirarono Thomas Betterton al Dorset Garden Theatre.

## 1625–1660: Masque di corte e rappresentazioni invisibili

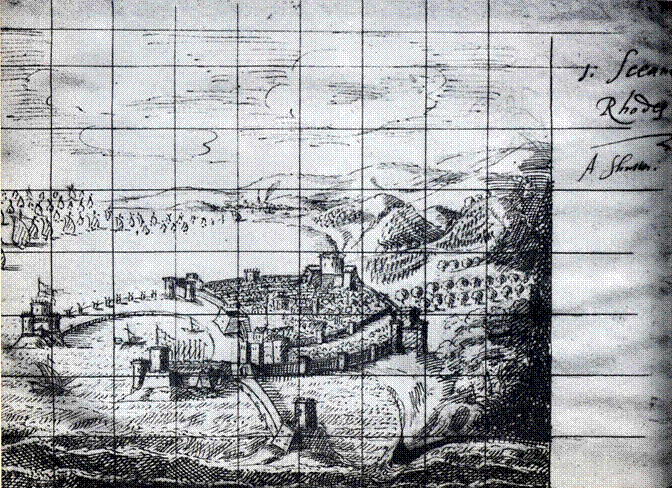
Una vista di Rodi, progettata da John Webb allievo di Inigo Jones, da dipingere su un fondale per la prima rappresentazione dell'opera di Davenant L'assedio di Rodi "nel recitativo in musica " nel 1656.

Nei primi anni del XVII secolo, "scene" mobili (ali dipinte e fondali) e "macchine" tecniche o "dispositivi" per il volo e altri effetti speciali furono utilizzati nei masque prodotti da e per la corte di Carlo I. In Salmacida Spolia (1640), di William Davenant,  per esempio, l'ultimo dei masque di corte prima della guerra civile, la Regina Enrichetta Maria (incinta al momento) fa il suo ingresso "discendendo da un dispositivo teatrale da una nuvola." Già nel 1639, Davenant aveva ottenuto un brevetto reale che autorizzava la costruzione di un nuovo grande teatro pubblico con una tecnologia che avrebbe permesso tali effetti ed anche ospitare la musica, il paesaggio e la danza. Una tale invasione della tecnica del dramma di corte nel teatro pubblico incontrò l'opposizione di drammaturghi "legittimi", e prima che l'opposizione potesse essere superata, la guerra aveva chiuso i teatri nel 1642.
Il divieto degli spettacoli pubblici del 1642-1660 imposto dal regime puritano rappresenta una lunga e brusca rottura nella tradizione drammatica, tuttavia non ebbe mai del tutto successo nel sopprimere la ideologicamente odiosa finzione della recitazione. Spettacoli in grandi case private non erano insoliti, e potevano avere messe in scena abbastanza elaborate, come si può vedere dai disegni esistenti per le esecuzioni originali dell'opera di Davenant L'assedio di Rodi (1656) nella sua casa di Rutland House. Questo era teatro pubblico a tutti gli effetti, in quanto Davenant faceva pagare 5 scellini per l'ingresso. Alcuni attori professionisti riuscivano anche a guadagnarsi da vivere e sfuggire alle autorità in compagnie di recitazione nascoste a Londra, come ad esempio quella di Michael Mohun al Red Bull Theatre. Scrittori professionisti dell'epoca precedente erano ormai diventati di mezza età, prendendo tempo e sperando che la monarchia fosse ripristinata. Alla fine degli anni 1650 stava diventando evidente che quel tempo era a portata di mano, e William Davenant, per esempio, intensificò le sue attività teatrali.

## 1660: Competizione fra compagnie teatrali

### William Davenant, impresario

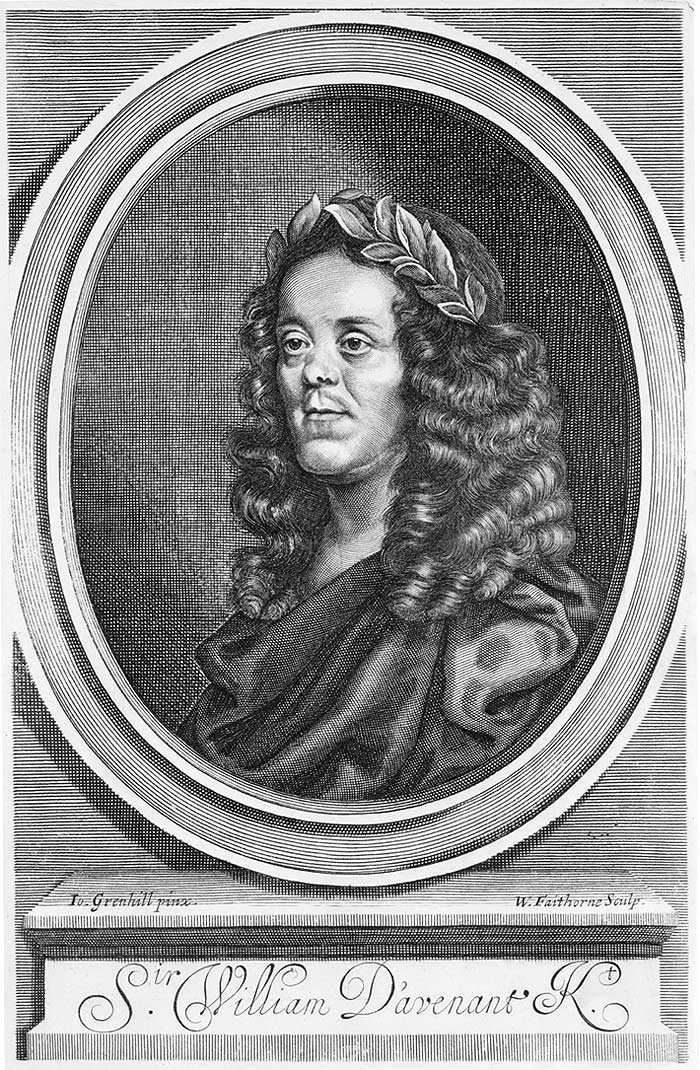
William Davenant portò le scene mobili sui palcoscenici.

Quando il divieto di esecuzione pubblica fu revocato alla Restaurazione della monarchia nel 1660, Carlo II subito incoraggiò il dramma ed ebbe un interesse personale nella corsa per le licenze di recitazione e per i diritti di esecuzione che ne seguirono. Due drammaturghi di mezza età pre-Commonwealth, noti per la loro fedeltà durante l'esilio di Carlo emersero da questa competizione con le lettere reali di concessione per nuove o rinnovate compagnie teatrali: Thomas Killigrew e William Davenant. Killigrew fu abile nel rilevare da Michael Mohun l'abile veterano esperto di troupe teatrali, per la sua King's Company e iniziare con "quella che era essenzialmente una continuità aziendale" (Hume), con il vantaggio che Mohun portò con sé i tradizionali diritti di esecuzione praticamente per l'intero repertorio classico di William Shakespeare, Ben Jonson, e tutto Beaumont e Fletcher. La concorrenza, la Duke's Company di Davenant, sembrava destinata ad una posizione secondaria con la sua troupe giovane, malamente assemblata e poco provvista quanto a diritti di esecuzione. Furono ammessi solo per mettere su versioni abbreviate e modernizzate di opere di Shakespeare, e alcune che Davenant aveva scritto. Tuttavia, Davenant, "un brillante impresario" (Hume), fu presto in grado di ribaltare la situazione di Killigrew per realizzare il suo vecchio sogno ante guerra civile di musica, danza, e spettacolari effetti visivi sulla scena pubblica.

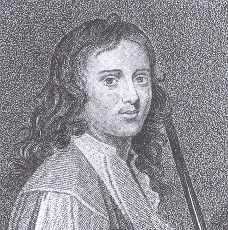
Michael Mohun, "il miglior attore del mondo"

Durante l'autunno del 1660, mentre la Duke's Company stava ancora raccogliendo finanziamenti (per lo più per mezzo di attori che acquistavano azioni della compagnia) ed aveva allestito solo quartieri temporanei, la King's Company offrì una serie di produzioni ben accolta. Il loro nuovo seppur tradizionale teatro in Vere Street era già pienamente operativo. Il devoto frequentatore Samuel Pepys lo definì nel suo diario "la più bella casetta... che ci sia mai stata in Inghilterra", un sentimento che avrebbe avuto bisogno di rivedere molte volte nel corso del prossimo decennio e manifestò il suo stupore nel vedere Michael Mohun "che si dice che sia il migliore attore del mondo", recitare sul suo palcoscenico. Davenant era molto indietro, ma aveva audacemente messo tutto il suo capitale nell'allestimento di un nuovo superiore teatro in Lincoln Inn Fields (contemporaneamente, con grande lungimiranza, tatticamente portava via la giovane stella nascente Thomas Betterton dal King's Company) e centrò perfettamente il gusto del pubblico.

### Scenari intercambiabili

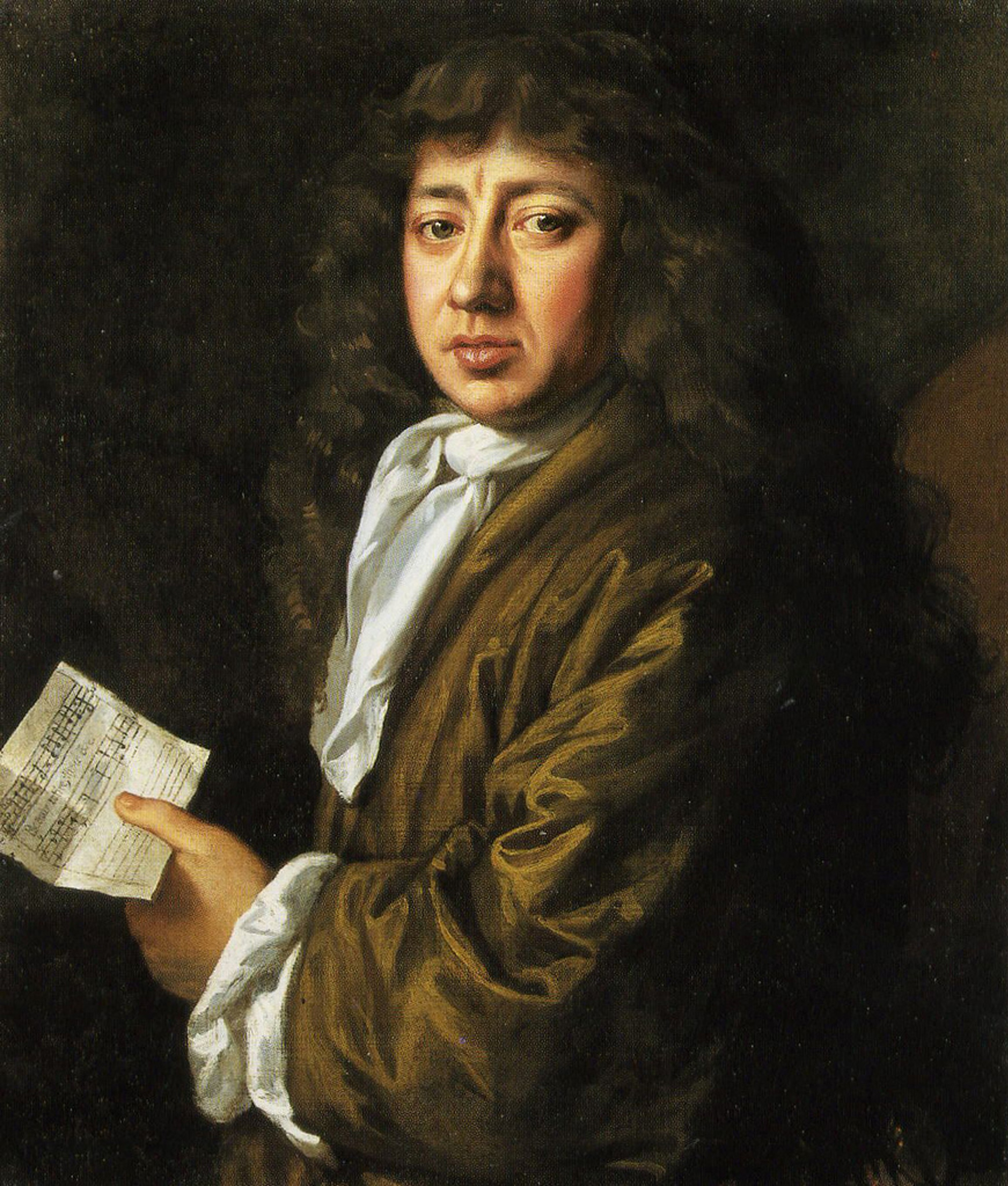
Samuel Pepys registrò sul suo diario tutte le rappresentazioni del 1660.

Il Lincoln's Inn Fields aprì il 28 giugno 1661 con il primo scenario "mobile" o "modificabile" mai usato prima sulla scena pubblica britannica, cioè con le ali o le persiane che scorrevano nelle rotaie e potevano essere facilmente e meccanicamente cambiate tra gli atti o addirittura all'interno degli stessi. La produzione era una versione rinnovata del lavoro di Davenant L'assedio di Rodi  vecchia di cinque anni. Non si sa chi dipinse le scene o le persiane, o se gli artigiani continentali erano i responsabili per la costruzione tecnica, ma il risultato fu una tale sensazione che portò Carlo II, per la prima volta, dentro un teatro pubblico. La rivale King's Company improvvisamente si trovò a recitare in un teatro vuoto, come osserva Pepys il 4 luglio:
L'assedio di Rodi "continuò a replicare per 12 giorni senza interruzione con grandi applausi", secondo il suggeritore John Downes nella sua "revisione storica del palcoscenico" Roscius Anglicanus (1708). Questa era una corsa notevole per il limitato potenziale pubblico del tempo. Come quattro delle più acclamate produzioni "con scene" della Duke's Company si susseguirono al Lincoln Inn Fields, nel corso del 1661 (tra cui Amleto), tutte altamente ammirate da Pepys, la King's Company non ebbe altra scelta che commissionare frettolosamente un teatro con scenario mobile di sua produzione. Inchinandosi all'inevitabile solo sette mesi dopo l'apertura del Lincoln Inn Fields, Killigrew e i suoi attori firmavano ordini per un nuovo, ancor più magnifico, teatro in Bridges Street. Questo teatro, il primo passo nella guerra all'escalation degli spettacoli del 1660, era così pieno quando Pepys e la moglie andarono a vedere un'opera lì che "ci hanno detto che non potevamo avere un posto". I grandi, ma compatti, teatri della Restaurazione, con capacità di ascolto da 700 (Bridges Street) fino ad arrivare a 2.000 (il successivo teatro nello stesso sito, il Theatre Royal, Drury Lane, terminato nel 1674), furono enormi investimenti, finanziati attraverso la vendita di azioni delle compagnie, che erano quindi tenute a fare più e più soldi dalla vendita dei biglietti. Non solo i teatri e le loro attrezzature tecniche, ma gli appartamenti dipinti per una singola prestazione, gli effetti speciali e gli abiti di scena elaborati, erano estremamente costosi. Il pubblico apprezzava sia il lusso che l'adeguatezza di un arredamento o di un costume: Pepys era perfettamente in grado di andare più volte a vedere una commedia che, come tale, non gli piaceva, per il puro piacere di vedere scenari suggestivi e impressionanti come "una bella scena di una città incendiata". Le compagnie lottavano per superarsi a vicenda nel soddisfare questi gusti costosi, con le finanze precarie e l'onnipresente consapevolezza che gli investimenti fatti avrebbero potuto letteralmente essere bruciati in poche ore. Quando il teatro Bridges Street bruciò nel mese di gennaio 1672, con l'intero stock di scene e costumi, fu un colpo economico da cui la King's Company non si riprese mai.
La Duke Company, operando senza problemi sotto quella che divenne ben presto la gestione congiunta di Davenant e Thomas Betterton, apriva costantemente la strada mentre il King's era in ritardo, sempre e sempre più indietro, si muoveva solo come risposta forzata e soffriva i cronici conflitti di gestione tra Killigrew ed i potenti azionisti come l'attore Michael Mohun e Charles Hart, che insistevano sul dramma "parlato" centrato sull'attore. La differenza può essere ben vista nella preferenza regolare di Pepys per gli spettacoli al Duke, e nella sua sempre rinnovata ammirazione per la recitazione di Betterton. Nel mese di dicembre 1667, la King's Company cessò anche di lavorare per alcuni giorni a causa di una lite tra Mohun e Hart. Con l'escalation delle spese i giorni a incassi zero erano una questione molto seria.
L'immenso investimento che fece la Duke's Company a coronamento, era totalmente al di là delle possibilità della King's di poter rispondere: la "machine house" a Dorset Garden.

## 1670: Teatro delle macchine

### Teatro Dorset Garden

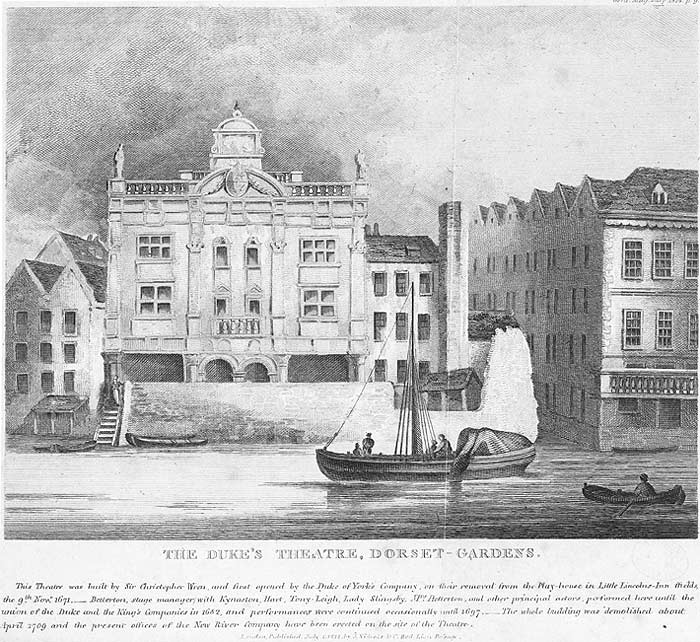
Il Dorset Garden Theatre, sul Tamigi. Era affascinante e conveniente per il pubblico arrivare con la barca, evitando di essere rapinati dal quartiere della criminalità d'Alsazia.

Un'era si concluse nel 1668 con due eventi: Davenant morì improvvisamente, lasciando una situazione della proprietà caotica per la Duke's Company e i problemi di vista di Pepy lo costrinsero a smettere di tenere un diario. Thomas Betterton, anche se formalmente un azionista di minoranza, continuò a guidare la Duke's Company e, nello spirito di Davenant, commissionò il più elaborato dei teatri della Restaurazione, il teatro a Dorset Garden (o Dorset Gardens), con un appartamento per se stesso sulla cima. Anche se il Theatre Dorset Garden divenne rapidamente un luogo famoso e glamour, molto poco si sa concretamente circa la sua costruzione ed il suo allestimento: una tradizione vaga e non documentata attribuisce il suo design a Christopher Wren. L'assenza di appunti di Pepys significa che i dati di performance per i successivi decenni sono solo parzialmente noti.

### "Debitore ai francesi"

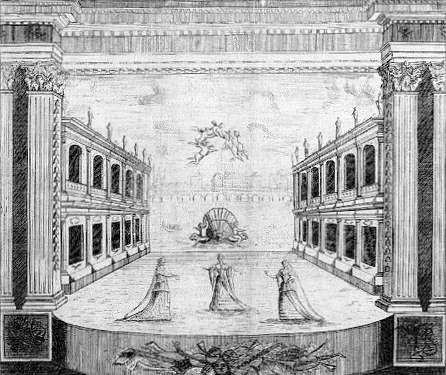
La prima produzione del nuovo teatro della King's Company in Drury Lane nel 1674 fu l'opera francese Ariadne

Le macchine al Dorset Garden e molti dei concetti di produzione più sgargianti realizzati attraverso di esse furono fortemente influenzati dalla opera francese e dalle tragédie en machines. Parigi ha ospitato le più elaborate produzioni teatrali visive e musicali in Europa, e Betterton si recò a Parigi nell'estate del 1671 per imparare dalle opere più sensazionali della stagione, la commedia balletto Psyché di Molière, Corneille e Quinault, con musica di Lully. "Per parecchi particolari riguardanti la decorazione delle commedie, sono obbligato ai francesi", riconobbe Thomas Shadwell nell'introduzione alla sua Psyche nel 1674. Ancora più direttamente influenti furono le visite operistiche dei francesi a Londra, che innescarono un nuovo interesse nell'opera opera corretta nel pubblico londinese. Con una mossa brillante, la King's Company, quasi in bancarotta dopo l'incendio nel Bridges Street, invitò il musicista francese Robert Cambert ad eseguire la sua opera Ariadne come una delle prime produzioni del loro nuovo teatro in Drury Lane. la Duke's Company rispose alla magnificenza visiva di questa apparizione come ospite con una composizione fantastica shakespeariana al Dorset Garden: l'adattamento di Shadwell della versione di Davenant e Dryden della Tempesta di Shakespeare, un pezzo progettato per mostrare il nuovo macchinario:

Il fronte del palco è aperto e la banda di 24 violini, con le arpe ed i Tiorba che accompagnano le voci, è piazzata tra il pozzo ed il palcoscenico. Mentre la inizia l'Overture, si alza il sipario e scopre un nuovo Frontespizio, unito alle grandi colonne, su ogni lato del palco... Dietro questa è la scena, che rappresenta uno spesso cielo nuvoloso, una costa molto rocciosa e un mare tempestoso in perpetua agitazione. Questa Tempesta (si suppone scatenata per magia) contiene molti oggetti terribili, come molti spiriti in forme orribili che volano giù tra i velieri, quindi salgono su attraversando l'aria. E quando la nave sta affondando, l'intero teatro è diventato buio e una pioggia di fuoco cade su tutto. Tutto ciò è accompagnato da fulmini e diverse esplosioni di tuoni, fino alla fine della tempesta.

Questa moltiplicazione di effetti sin dall'inizio del dramma serviva ad impressionare ed anticipare ciò che il pubblico avrebbe trovato più avanti.

### Speciali Dorset Garden

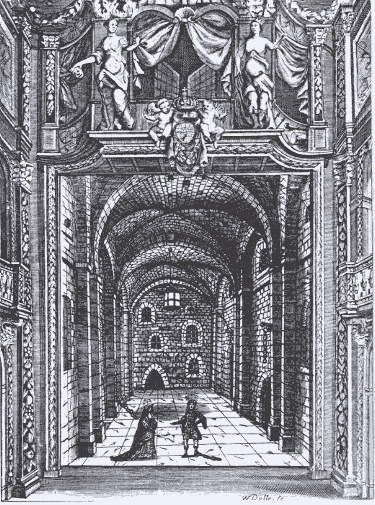
Le tavole che illustrano l'Imperatrice del Marocco di Elkana Settle sono le uniche rappresentazioni contemporanee del barocco all'interno di Dorset Garden Theatre.

Le capacità tecniche del Dorset Garden furono poco utilizzate per le Restoration comedy e, mentre la maggior parte dei drammi eroici comprendevano alcune scene che mostravano la prospettiva del palcoscenico, o utilizzavano alcune delle macchine più semplici, gli spettacoli su questa scala limitata avrebbero potuto andare in scena altrettanto bene al Drury Lane. Le commedie per le quali il Dorset Garden era stato costruito, il macchine sceniche del 1670 e '80 e le opere liriche degli anni '90 erano una categoria a sé, diversa da solito dramma serio: più statiche, più mitologiche, molto più splendide, infinitamente più costose. La scala di queste produzioni era talmente elaborata e così lungo il tempo necessario per ogni preparazione, che solo cinque macchine sceniche furono prodotte nel corso del 1670; ma furono estremamente importanti per le finanze della Duke's Company, per lo più in un senso positivo. Erano la versione di Davenant del Macbeth (1672-1673), L'Imperatrice del Marocco di Settle (probabilmente 1673), Tempest di Shadwell / Dryden / Davenant (1673-1674), il tanto a lungo atteso Psyche (1674-1675) di Charles Davenant e Circe di Thomas Shadwell (1676 -77).
Psiche aveva non uno, ma due, set estremamente elaborati per ciascuno dei cinque atti. Questo è l'adattamento per l'inizio del terzo atto:

La scena è il Palazzo di Cupido, composta da colonne inghirlandata in stile corinzio; le ghirlande sono adornate con rose, e le colonne hanno diversi amorini in volo su esse, e un singolo Cupido è in piedi su ogni capitello. Ad una certa distanza si vedono tre arcate, che dividono la prima Corte dall'altra parte della costruzione: l'Arco centrale è nobile e alto, abbellito con amorini e festoni e sostenuto con colonne del suddetto stile. Attraverso questi archi si vede un'altra corte, che conduce all'edificio principale, che si trova a una notevole distanza. Tutti gli Amorini, i capitelli e gli arricchimenti di tutto il Palazzo sono d'oro. Qui i Ciclopi sono al lavoro in una fucina, forgiano grandi vasi d'argento. La musica attacca, essi ballano, martellando i vasi sulle incudini. Dopo la danza, entra Vulcano.

(Gli amorini dorati sulle colonne si sono animati e sono saltati via.) L'uso della prospettiva sul palcoscenico e molti archi è qui evidente, creando l'illusione che la prima corte si trovi "ad una buona distanza" e la successiva "ad una grande distanza ". Questa creazione di falsa profondità era il dispositivo preferito, ripetuto quando la scena cambiava a metà durante l'atto:

La scena si sposta nella strada principale della città, con un gran numero di persone che guardano giù dai tetti delle case e dalle finestre e balconi, che sono appesi con arazzi. In questa strada c'è un grande arco trionfale, con colonne in stile dorico, ornato con le statue di Fama e Onore, ecc. abbellito con festoni di fiori; tutti gli arricchimenti sono d'oro. Attraverso questo arco, a grande distanza, in mezzo a una piazza, si vede un obelisco maestoso.

Il numero di interpreti utilizzati, soprattutto ballerini, è chiaramente sconcertante rispetto alla commedia regolare o all'opera seria, in cui la norma era qualcosa come 10-15 attori più alcuni extra. Anche se i numeri reali sono generalmente vaghi nelle direttive della scenografia per queste scene di massa, scene di danza come quella dei Ciclopi, e tutti gli amorini che si uniranno a loro sul palco alcuni minuti dopo, si basano sul coordinamento, la coreografia, e su effetti collettivi generosi. Naturalmente i molti ballerini ben pagati sarebbero stati impegnati in molti ruoli, tornando come cittadini dopo il cambio di scena dell'Atto 3 con tutra la vernice d'oro lavata via in fretta e guardando verso l'alto estasiati per vedere "Marte e Venere che si incontrano in aria nei loro carri, quello di Marte trainato da cavalli, quello di Venere da colombe".
Ogni produzione era una scommessa. L'aspetto della macchine sceniche che i posteri conoscono di più è quello economico, perché questo era quello che il vecchio suggeritore Downes più nitidamente ha ricordato, quando scrisse il suo Roscius Anglicanus nel 1708. Lo scenario da solo per Psiche costava più di £ 800, che può essere correlato a tutti gli incassi annuali al botteghino per la compagnia di £ 10.000. I prezzi dei biglietti per questi spettacoli saranno elevati fino a quattro volte il normale. Entrambi Psiche e La Tempesta in realtà si sono lamentati dei costi di produzione nelle loro discorsi, suggerendo acutamente che il pubblico avrebbe dovuto premiare gli "attori poveri" per la loro assunzione di rischi e per l'offerta di splendori che erano finora stati riservati ai masque del re:
Abbiam per voi qui messo in gioco tutto ciò che abbiamo,
E quindi, Signori, non siate severi.
Noi in un vascello tutto abbiam puntato;
Le perdite, dovremmo essere naufraghi, non fur piccole.
...
Poveri attori hanno oggi mostrato quello Splendore,
Come finora è stato fatto con i Grandi Monarchi.
Il pubblico pare d'accordo, pietrificato da tali attrazioni come Venere che sale al cielo e "si perde quasi tra le nuvole", dopo di che "Cupido vola su e salta nel suo carro, e la riporta indietro", seguito da Giove che appare su un'aquila in volo. Psiche si rivelò molto redditizio. È in complesso un unico andamento che negli anni '70 le produzioni hanno fatto i soldi, mentre quelle degli anni '80 e '90 o erano a malapena in pareggio o erano reali disastri economici.

### Parodia: "Fuoco, mele, noci"

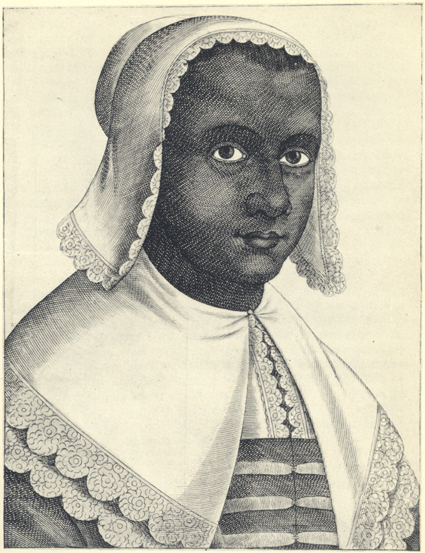
William Harris come Imperatrice del Marocco di Duffett

Anche dopo che la King's Company ebbe ottenuto il suo nuovo teatro ben arredato in Drury Lane nel 1674, non poté trarre il massimo vantaggio da esso, in quanto mancava il capitale per inscenare spettacoli competitivi. Tentarono invece contemporaneamente di sfruttare al meglio la situazione attaccando i più riusciti spettacoli offerti a metà del 1670 dal Duke, mettendo su diverse burlesque o parodie su di loro, scritte da Thomas Duffett. La documentazione per buona metà del 1670 è particolarmente incompleta, e non sono note né date precise, né la reazione del pubblico ai pezzi di Duffett, ma anche le versioni stampate, pallide ombre degli spettacoli parodia di Duffett, si sono dimostrate molto divertenti per la critica moderna. Il primo di loro, L'imperatrice del Marocco, caricatura contemporaneamente dell'Imperatrice del Marocco di Settle e della sontuosa nuova produzione del Dorset Garden dell'adattamento di Davenant del Macbeth, con tre streghe di Duffett che volano oltre la fossa sulle scope nel momento più alto dell'azione, seguita dalla discesa di Heccate sopra il palcoscenico "in un carro glorioso, ornato con immagini di inferno e demoni e fatto di un grande cesto di vimini". La Falsa Tempesta aumenta la pioggia di fuoco sul pubblico nella scena della tempesta pseudo shakespeariana del Dorset Garden con una pioggia di "fuoco, mele, noci".

## 1680: Politica spettacolo
Non ci fu nessun investimento in spettacoli durante i disordini politici del 1678-1684 con il complotto papale e la Exclusion Crisis, anni di magra per il teatro. Nel 1682, le società si sono fuse, rendendo le risorse tecniche del Dorset Garden's disponibili a Dryden, che rapidamente si rimangiò la sua principale opposizione sulla superficialità degli "spettacoli" e sulle "opere vuote". L'orgia delle macchine e le immagini stravaganti che egli continuò a scrivere, Albion e Albanius (1684-1685), è citato nella sezione "introduttiva", con la grotta di Proteo che sorge dal mare. Ecco Giunone nella sua macchina volante di pavone:

Le nuvole si aprono e GIUNONE appare in una Macchina condotta da Pavoni; mentre si ode suonare una Sinfonia, si sposta leggermente in avanti, e mentre scende, si apre e scopre la coda del pavone, che è così grande, che quasi riempie l'apertura dello stage una la scena e la scena.

Insolita allegoria visiva in questo panegirico Tory di Carlo II e della Casa Stuart che comprende una figura che rappresenta il leader radicale Whig Anthony Ashley-Cooper, primo conte di Shaftesbury "con le ali di demonio e serpenti attorcigliati intorno al suo corpo, egli è circondato da diverse fanatiche teste di ribelli, che succhiano il veleno da lui, che scorre da un rubinetto nel suo fianco ". Come in un incubo per lui investitore, mentre il pezzo di propaganda di Dryden era in preparazione, Carlo II morì, Giacomo II gli succedette e scoppiò la Ribellione di Monmouth, che Shaftesbury aveva fomentato. Il giorno stesso della prima, il 3 giugno 1685, il Duca di Monmouth sbarcò in occidente. "Essendo la nazione in una grande costernazione", ricordò Downes, "la grande commedia fu eseguita, ma sei volte sole che non, ripagando nemmeno della metà quanto avevano speso, coinvolse la Compagnia in un debito veramente importante". Questo fiasco traumatico escluse ogni ulteriore investimento sugli spettacoli operistici fino ai tempi più calmi dopo la Gloriosa Rivoluzione del 1689.

## 1690: l'Opera

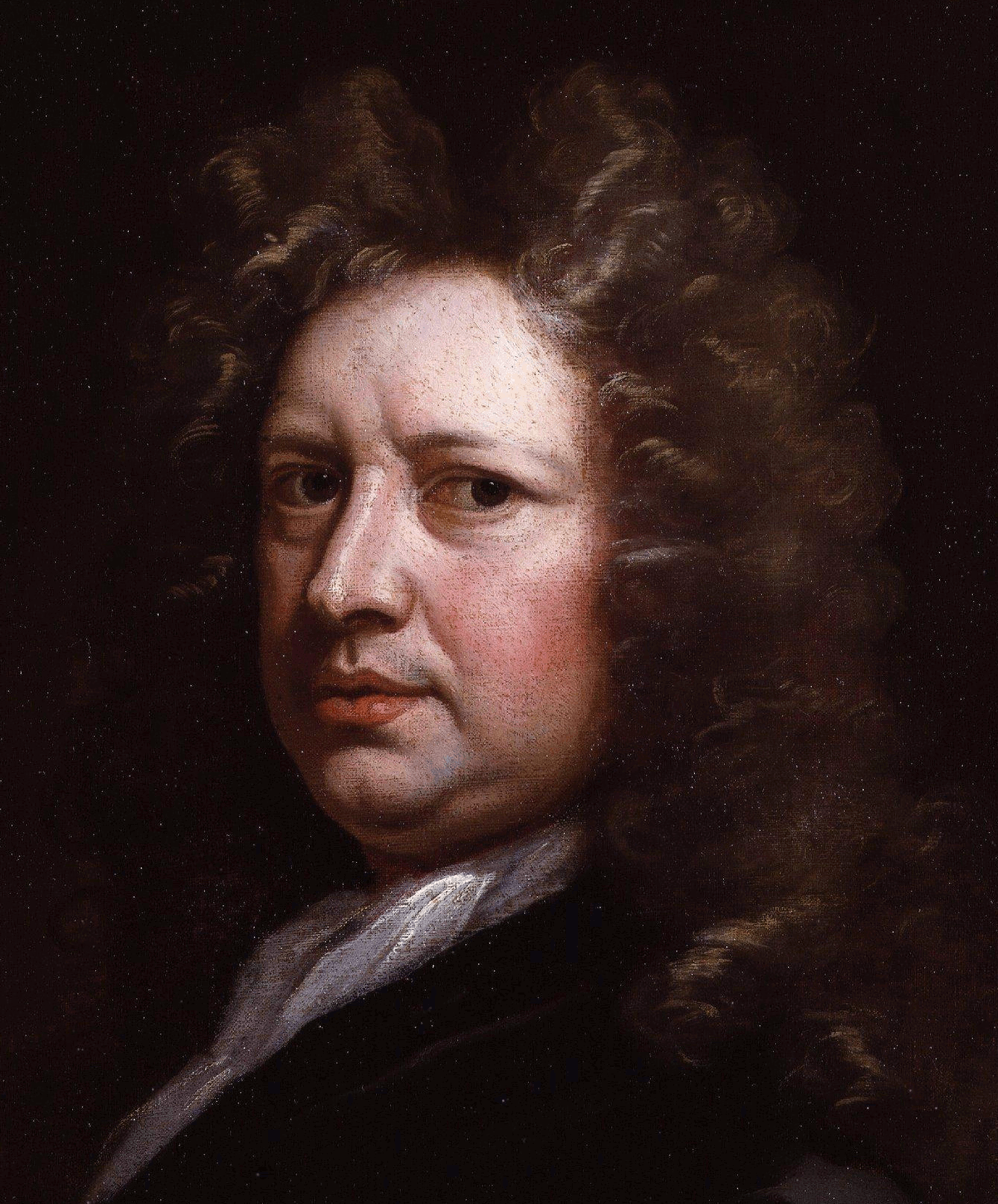
Thomas Betterton nel 1690, dipinto di Godfrey Kneller

Mentre gli incassi del monopolio delle United Company venivano dissanguati dai figli azzeccagarbugli di Davenant (uno dei quali, Alessandro, fu costretto a fuggire dal paese nel 1693) e dagli altri investitori predatori, Thomas Betterton continuò ad agire come, di fatto, manager e produttore giorno per giorno, godendo di un bilancio sulla scala di Cecil B. DeMille. Nei primi anni 1690, mise in scena le tre vere opere del genere Restoration spectacular, cioè gli spettacoli di solito così scelti: Diocleziano (1689-1690) di Massinger / Fletcher / Betterton; King Arthur (1690-1691) di John Dryden e la Regina delle Fate (1691-1692), adattato dal Sogno di Una notte di mezza estate di Shakespeare forse da Elkana Settle, tutti abbelliti dalla musica di Henry Purcell, e insieme forse un segno dell'arrivo della nuova mania del XVIII secolo per l'opera italiana. Il sontuoso varietà di intrattenimento Diocleziano, adattato da Betterton, con molti mostri, draghi e le macchine tratto dalla Storia di Diocleziano di Massinger e Fletcher, era molto popolare negli anni '90 e fece un sacco di soldi per la United Company. Così rese molto più serio il King Arthur di Dryden, il primo spettacolo operistico che Hume fu disposto a considerare un successo artistico, con la meravigliosa musica di Purcell,  una parte importante del divertimento e le canzoni "per una volta ben integrate nel lavoro".
Alla fine vera della sua storia, l'economia dei Restoration spectacular andò fuori controllo con la magnifica produzione di The Fairy Queen nella stagione 1691-1692. Fu un grande successo popolare, ma così farcito di effetti speciali e così costoso che, tuttavia, si rivelò impossibile guadagnarci qualcosa. Come Downes ricorda: "Anche se la corte e la città erano meravigliosamente soddisfatte dallo spettacolo... le spese nella sua creazione furono così grandi, che la Compagnia ha ottenuto poco da essa." La sua fontana perfettamente funzionante alta dodici piedi e le sei scimmie vere che ballavano dal vivo sono diventate famose nella storia del teatro.
Lo "spectacular play" è morto con il periodo della Restaurazione, ma lo spettacolo continuerà sulla scena inglese come gli splendori della grande opera italiana che colpì Londra nei primi anni del XVIII secolo. La spirale economica pericolosa della Restaurazione di lavori e di macchine sempre più costose avrebbe insegnato molto agli imprenditori teatrali del XVIII e del XIX secolo di fare a meno di tutta la drammaturgia e ridurre al minimo il cast, utilizzando un piccolo numero di effetti sorprendenti e scene nel dumbshow di pantomime e Arlecchinate, senza costi aggiuntivi della musica, drammaturghi, e attori.
Ci sono stati un piccolo numero di tentativi di resuscitare la Restauration spectacular come sfondo per il cinema moderno: Le avventure del Barone di Munchausen di Terry Gilliam al suo inizio, ne rappresenta forse la ricostruzione più accurata, con paesaggi dipinti, i meccanismi e gli effetti di luce tipici del periodo.